# Stelis praemorsa
Stelis praemorsa är en orkidéart som beskrevs av Rudolf Schlechter. Stelis praemorsa ingår i släktet Stelis och familjen orkidéer. Inga underarter finns listade i Catalogue of Life.